# Мандзурева къща
Мандзуревата къща (на гръцки: Αρχοντικό Μαντζούρα) е възрожденска къща в град Костур, Гърция.

## Местоположение
Къщата е разположена в северната традиционна махала Позери (Апозари) на улица „Циациапас“ № 3, до Циациаповата къща.

## История
Първоначално имението принадлежи на семейство Куфалос. В 1965 година е обявена за паметник на културата.

## Архитектура
В архитектурно отношение представлява триетажна сграда с много декоративни елементи. Във вътрешността е запазена осмоъгълна камина. Сградата е в лошо състояние.